# Presidentvalet i Ukraina 1999
Presidentvalet i Ukraina 1999 ägde rum 14 november. Valet stod i huvudsak mellan den sittande presidenten premiärminister Leonid Kutjma och kommunisten Petro Symonenko.
Det fanns ursprungligen 15 kandidater i valet medan två kandidater (Volodymyr Oliynyk och Oleksandr Tkatjenko) drog sig tillbaka före valet.
Vid tiden för valet var befolkningen i Ukraina 50 105 600 av dessa bodde 34 017400 i städerna. Den folkrikaste var Donetsk oblast. 
Den första valomgången ägde rum den 30 oktober 1999 denna vanns av Leonid Kutjma . I sju oblast hade Petro Symonenko övertaget och socialisten Oleksandr Moroz lyckades vinna Poltava och Vinnytsia oblast. Natalja Vitrenko vann i Sumy oblast.
De to kandidater som fick flest röster i första valomgången gick vidare till den andra valomgången ägde rum den 14 november 1999, där den sittande presidenten Kutjma besegrade Symonenko klart.